# 蕭淵象
蕭 淵象（しょう えんしょう、生年不詳 - 536年）は、南朝梁の皇族。桂陽敦王。字は世翼。『梁書』と『南史』は、李淵の諱を避けて、名を象と表記している。

## 経歴
蕭衍の長兄の蕭懿の九男として生まれた。叔父の蕭融の後を嗣いで桂陽郡王に封じられた。交遊を好み、生母に対する孝行で知られた。寧遠将軍・丹陽尹を初任とした。官についてまもなく、義母（蕭融の妻、桂陽王太妃）の喪に服すために、職を辞した。服喪が終わると、再び明威将軍・丹陽尹をつとめた。宮殿育ちではじめて政務につきながら、失政がなかったので、朝廷に賞賛された。持節・都督司霍郢三州諸軍事・征遠将軍・郢州刺史として出向した。まもなく都督湘衡二州諸軍事・軽車将軍・湘州刺史に転じた。湘州では猛獣の害が多かったが、蕭淵象が赴任すると、途端に4匹の猛獣が死んだため、故老たちはみな徳政に感じいってたたえたといわれる。
中書侍郎に任じられ、そのまま領石頭戍事を代行した。給事黄門侍郎に転じ、領軍を兼ね、またさらに宗正卿を兼ねた。まもなく侍中・太子詹事に転じたが、任を受けないうちに、持節・都督江州諸軍事・信武将軍・江州刺史に任じられた。病のために赴任しなかった。まもなく太常卿に任じられ、侍中の位を加えられ、秘書監・歩兵校尉に転じた。
大同2年（536年）、死去した。諡は敦といった。
子の蕭慥が後を嗣いだ。

## 伝記資料
- 『梁書』巻23 列伝第17
- 『南史』巻51 列伝第41